# Холін Юрій Валентинович
Хо́лін Ю́рій Валенти́нович (4 квітня 1962, Харків, СРСР — 1 травня 2017, Харків, Україна) — український вчений, доктор хімічних наук, професор, лауреат Державної премії України в галузі науки і техніки, заслужений діяч науки і техніки України, академік Академії наук вищої школи України, заслужений професор Харківського національного університету імені В. Н. Каразіна Був першим проректором університету.

## Біографія
Народився в 4 квітня 1962 року в Харкові, закінчив хімічний факультет Харківського державного університету (1984), працював в університеті з 1987 року. Працював старшим науковим співробітником НДІ хімії (1987—1991), доцентом кафедри технічної хімії (1991—2001), завідувачем та професором кафедри хімічного матеріалознавства. Обіймав посади проректора з науково-педагогічної роботи (2004—2016), першого проректора Харківського національного університету імені В. Н. Каразіна.
У 1987 році захистив кандидатську, в 2000 році — докторську дисертації. Спеціаліст в галузі фізичної хімії поверхні і хемометрії. Ним створено новий науковий напрям — кількісний фізико-хімічний аналіз комплексоутворення на поверхні функціоналізованих гібридних мінералів.
У 2016 році обрано академіком Академії наук вищої школи України.
Автор понад 200 наукових праць, зокрема 4 монографій, 130 статей, 12 навчальних посібників.
Член Наукових рад НАН України, двох спеціалізованих рад із захисту докторських дисертацій, голова журі Всеукраїнських учнівських олімпіад з хімії (2002—2006), Всеукраїнських студентських олімпіад (1998—2001). Головний редактор журналу «UNIVERSITATES. Наука і просвіта», член редколегій вісників «Хімія» та «Вісника Харківського національного університету ім. В. Н. Каразіна. Серія хімічна». Голова журі всеукраїнських олімпіад з хімії.

## Вшанування пам'яті
14 травня 2021 р. було відкрито меморіальну дошку Юрію Холіну на фасаді будівлі школи № 136, яку він закінчив (вул. Велика Панасівська, 39).

## Основні публікації
Книги
- Холин Ю. В. Количественный физико-химический анализ комплексообразования в растворах и на поверхности химически модифицированных кремнеземов: содержательные модели, математические методы и их приложения. — Харьков: Фолио, 2000. — 288 с.
- Холин Ю. В., Никитина Н. А., Пантелеймонов А. В., Решетняк Е. А., Бугаевский А. А., Логинова Л. П. Метрологические характеристики методик обнаружения с бинарным откликом. — Харьков: Тимченко, 2008. — 128 с.
- Холин Ю. В. Функционализированные материалы. Том 2. Количественный физико-химический анализ равновесий на поверхности комплексообразующих кремнеземов. — Харьков: Око, 1997. — 138 с.
- Холин Ю. В., Зайцев В. Н. Функционализированные материалы. Том 3. Комплексы на поверхности химически модифицированных кремнеземов. — Харьков: Фолио, 1997. — 136 с.
- Научное наследие Н. А. Измайлова и актуальные проблемы физической химии / под ред. В. И. Лебедя, Н. О. Мчедлова-Петросяна и Ю. В. Холина. — Х.: ХНУ имени В. Н. Каразина, 2007. — 675 с.: ил.
- Слета Л. А., Холин Ю. В. 2002 задачи по химии. Ростов-на-Дону: Феникс, 2007—684 с.
- Олимпиады по химии. Сборник задач / И. И. Кочерга, Ю. В. Холин, Л. А. Слета, О. А. Жикол, В. Д. Орлов и С. А. Комыхов. — Харьков: Ранок, 2002. — 400 с.

Статті
- Pissetti F.L., Yoshida I.V.P., Gushikem Y., Kholin Y.V. Metal Ions Adsorption from Ethanol Solutions on Ethylenediamine Modified Poly(dimethylsiloxane) Elastomeric Network // Colloids and Surfaces A: Physicochemical and Engineering Aspects. — 2008. — V. 328. — P. 21-27.
- Kholin Y., Zaitsev V. Quantitative physicochemical analysis of equilibria on chemically modified silica surfaces // Pure Appl. Chem. − 2008. − V. 80, No. 7. − P. 1561—1592.
- Gushikem Y., Benvenutti E.V., Kholin Y.V. Synthesis and applications of functionalized silsesquioxane polymers attached to organic and inorganic matrices // Pure Appl. Chem. − 2008. − V. 80, No. 7. − P. 1593—1611.
- Холин Ю. В., Корнеев С. В., Христенко И. В., Pissetti F., Gushikem Y. Органо-кремнеземные материалы с иммобилизованными ксиленоловым оранжевым и кальцеином: получение, физико-химические свойства, обнаружение ионов металлов // Методы и объекты хим. анализа. — 2008. — Т. 3, № 1. — С. 64-74.
- Kholin Y., Mchedlov-Petrossyan N.O. Modern Physical Chemistry for Advanced Materials // Chemistry Intern. — 2008. — V. 30, No 3. — P. 27-28.
- Lucho A.M.S., Panteleimonov A., Kholin Y., Gushikem Y. Simulation of adsorption equilibria on hybrid materials: Binding of metal chlorides with 3-n-propylpyridinium silsesquioxane chloride ion exchanger // J. of Colloid and Interf. Sci. — 2007. — V. 310. — P. 47-56.
- Pissetti F.l., Magosso H.A., Yoshida I.V.P., Gushikem Y, Myernyi S.O., Kholin Y.V. n-Propylpyridinium chloride-modified poly(dimethylsiloxane) elastomeric networks: Preparation, characterization, and study of metal chloride adsorption from ethanol solutions // J. of Colloid and Interf. Sci. — 2007. — V. 314. — P. 38-45.
- Кощеева И. Я., Хушвахтова С. Д., Левинский В. В., Данилова В. Н., Холин Ю. В. О взаимодействии хрома(III) с гумусовыми веществами почв, вод, донных осадков // Геохимия. — 2007, № 2. — С. 208—215.
- Magosso H.A., Panteleimonov A.V., Kholin Y.V., Gushikem Y. Synthesis, characterization and metal adsorption properties of the new ion exchanger polymer 3-n-propyl(4-methylpyridinium) silsesquioxane chloride // Journal of Colloid and Interface Science. — 2006. — V 303. — P. 18–24.
- Khristenko I.V., Kholin Yu.V., Mchedlov-Petrossyan N.O., Reichradt C., Zaitsev V.N. Probing of Chemically Modified Silica Surfaces by Solvatochromic Pyridinium N-Phenolate Betaine Indicators // Colloid Journal. — 2006. — V. 68, No. 4. — P. 511—517.
- Khoroshevskiy Y., Korneev S., Myerniy S., Kholin Y.V., Pavan F.A., Schifino J., Costa T.M.H., Benvenutti E.V. A mathematical simulation of H+ ion chemisorption by anilinepropylsilica xerogels // J. Colloid and Interf. Sci. — 2005. — V. 284, No 2. — P. 424—431.
- Splendore G., Benvenutti E.V., Kholin Y.V., Gushikem Y. Cellulose Acetate-Al2O3 Hybrid Material Coated with N-Propyl-1,4-diazabicyclo [2.2.2] Octane Chloride. Preparation, Characterization and Study of Some Metal Halides Adsorption from Ethanol Solution // J. Braz. Chem. Soc. — 2005. — V. 16, No. 2. — P. 147—152.
- Корнеев С. В., Холин Ю. В. Физико-химические и сорбционные свойства гибридного материала, полученного иммобилизацией ксиленолового оранжевого на поверхности кремнезема // Журн. прикл. химии. — 2005. — Т. 78, No 1. — C. 73-78.
- Ferreira C.U., Gonsalves J.E., Kholin Y.V., Gushikem Y. The Li+ , Na+ and K+ ion exchange reaction process on the surface of mixed oxide SiO2/TiO2/Sb2O5 surface prepared by the Sol-Gel processing method // Eclet. Quim. — 2005. — V. 30, No. 1. — P. 51-58.
- Холин Ю. В. 200 лет кафедре химического материаловедения Харьковского национального университета имени В. Н. Каразина // Вісник Харківського національного університету імені В. Н. Каразіна. — 2005. — No 669, Хімія. Вип. 13 (36). — С. 10-16.
- Fransisco M.S.P., Cardoso W.S., Gushikem Y., Landers R., Kholin Y.V. Surface Modification with Phosphoric Acid of SiO2/Nb2O5 Prepared by the Sol-Gel Method: Structural-Textural and Acid Sites Studies and an Ion Exchange Model // Langmuir. — 2004. — V. 20. — P.8707-8714.
- Borgo C.A., Lazarin A.M., Kholin Y.V., Gusgikem Y. The ion exchange properties and equilibrium constants of Li+ , Na+ and K+ on zirconium phosphate highly dispersed on a cellulosw acetate fibers // J. Braz. Chem. Soc. — 2004. — V. 15, No 1, P. 50-57.
- Alfaya R.V.S., Fujiwara S.T., Gushikem Y., Kholin Y.V. Adsorption of metal halides from ethanol solutions by a 3-n-propyldinium silsesquipxane chloride-coated silica gel surface // J. Colloid and Interf. Sci. — 2004. — V. 269. — P. 32-36.
- Мчедлов-Петросян Н. О., Холин Ю. В. Агрегирование родамина Б в воде // Журн. прикл. химии. — 2004. — Т. 77, No 3. — C. 421—429.
- Островская В. М., Решетняк Е. А., Никитина Н. А., Пантелеймонов А. В., Холин Ю. В. Тест-метод определения суммы металлов реактивной индикаторной бумагой и его метрологические характеристики // Журн. аналит. химии. — 2004. — Т. 59, No 10.
- Kholin Y., Myerniy S., Shabaeva Y., Khristenko I., Samoteikin A., Sumskaya N., Chemisorption of Hydrogen ions on aminosilica surfaces at different temperatures // Adsorption Sci.& Technol. 2003. — V. 21, No 1. — P.53-66.
- Lazarin A.M., Borgo C.A., Gushikem Y., Kholin Y.V. Aluminum phosphate dispersed on a cellulose acetate fiber surface — Preparation, characterization and application for Li+ , Na+ and K+ separation // Analytica Chimica Acta. — 2003. V.477, No 2. — P.305-313.
- Левчук О. В., Холин Ю. В., Костромина Н. А. Состав и устойчивость комплексов щелочноземельных металлов с оксиэтилендифосфоновой кислотой. // Укр. хим. журн. — 2002. — Т. 68, No 2. — C. 69-72.
- Determination of the affinity constants of FeCl3, CuCl2 and ZnCl2 for a nitrogen containing organosilane bonded on Al2O3-Cellulose acetate hybrid material / A.M. Lazarin, R. Landers, Yu. Kholin and Y. Gushikem // J. Colloid and Interface Science. — 2002. — V. 254, No 1. — P. 31-38.
- Kholin Yu., Myerniy S., Varshal G.. Determination of affinity distributions: numerical algorithm and its application for estimating energetic heterogeneity of complexing silicas and humic substances // Adsorption Science & Technology. — 2000. — V. 18, No 3. — Р. 267—294.
- Polythermal study of kinetics and equilibrium for hydrogen ion sorption on aminosilica / A.A. Samoteikin, Yu.V. Kholin, V.N. Zaitsev, N.R. Sumskaya // Functional Materials. — 2000. — V. 7, No 1. — P. 144—149.
- Kholin Yu.V., Shabaeva Yu.V. Equilibria in the grafted layer of silica chemically modified with propionic acid // Functional Materials. — 1999. — V. 6, No 1. — P. 131—138.
- Холин Ю. В., Шабаева Ю. В. Влияние фоновых электролитов на протолитические свойства и комплексообразование с медью(II) аминов, привитых на поверхность кремнезема // Журн. прикл. химии. — 1998. — Т. 71, No 9. — C. 1433—1439.
- Сумская Н. Р., Холин Ю. В., Зайцев В. Н. Микроколоночная фронтальная высокоэффективная жидкостная хроматография хлорида меди(II) на кремнеземе, модифицированном аминодифосфоновой кислотой // Журн. физ. химии. — 1997. — Т. 71, No 5. — C. 905—910.
- Холин Ю. В., Христенко И. В., Коняев Д. С. Протолитические свойства бензоилфенилгидроксиламина, привитого на поверхность кремнезема // Журн. физ. химии. — 1997. — Т. 71, No 3. — C. 517—520.
- Холин Ю. В., Мерный С. А., Зайцев В. Н. Численный анализ энергетической неоднородности комплексообразующих кремнеземов. II // Журн. физ. химии. — 1996. — Т. 70, No 6. — С. 1101—1107. 39. Холин Ю. В., Мерный С. А. Связь между двумя моделями сорбции химически модифицированными кремнеземами // Журн. физ. химии. — 1993. — Т. 67, No 11. — С. 2229—2232.
- Холин Ю. В., Мерный С. А. Численный анализ энергетической неоднородности комплексообразующих кремнеземов // Журн. физ. химии. — 1993. — Т. 67, No 11. — С. 2224—2228.
- Связь между моделями, описывающими сорбцию химически модифицированными кремнеземами. Модели фиксированных полидентатных центров и химических реакций / Скопенко В. В., Холин Ю. В., Зайцев В. Н., Мерный С. А., Коняев Д. С. // Журн. физ. химии. — 1993. — Т. 67, No 4. — С. 728—733.
- Bugaevsky A.A., Kholin Yu.V. Computer-aided determination of the composition and stability of complex compounds in solutions with complicated equilibria // Anal. Chim. Acta. — 1991. — V. 249. — P. 353—365.